# Associació d'Editors de Diaris Espanyols
|  | Aquest article tracta sobre l'entitat espanyola d'editors. Si cerqueu els artistes grecs, vegeu «Aede». |

L'Associació d'Editors de Diaris Espanyols (AEDE) (en castellà: Asociación de Editores de Diarios Españoles, AEDE) és una associació amb ànim de lucre que agrupa editors de diaris de certes característiques d'Espanya. Entre els requisits per formar part hi ha que sigui majoritàriament privats i que publiquin un mínim de 5 vegades a la setmana de forma no gratuïta. Legalment fou creada el 3 d'octubre de 1977 com a associació d'àmbit estatal sota la Llei Orgànica d'Associacions. En el seu estatut exposa entre els seus objectius la defensa de la llibertat d'expressió i independència dels editors, dels interessos dels seus membres enfront d'altres actors del mercat, i una justa compensació per drets d'autor, entre d'altres; aplicant tant als mitjans impresos com als digitals.
El 26 de desembre de 2014, el seu lloc web oficial va rebre un atac informàtic modificant el seu contingut i incloent missatges contra la implantació del cànon AEDE, més conegut com a "taxa Google".
El 2017, l'AEDE es va refundar com a Associació de Mitjans d'Informació (AMI), amb Francisco Javier Moll de Miguel com a primer president.
El 2018 les agències de notícies EFE i Europa Press es van integrar a l'AMI.